# Refitting
Refitting bezeichnet in der Archäologie eine Methode, die durch das Wiederzusammenfügen beieinander gefundener Abschläge eines Kernstückes oder Scherben einer Keramik zum ursprünglichen Stück, eine Rekonstruktion der Ausgangsform und der verwendeten Technik erlaubt. Weiterhin kann man unterschiedliche Areale innerhalb einer Fundstelle unterscheiden, indem nicht zusammenpassende Stücke auf unterschiedliche Bearbeitungszeiten hindeuten.